# Op Ruwe Planken
Op Ruwe Planken is een literair tijdschrift uit Nijmegen dat twee keer per jaar wordt uitgebracht.
Het tijdschrift richt zich op beginnende dichters en schrijvers in Nederland en Vlaanderen die nog niet gepubliceerd hebben bij een erkende uitgeverij. De redactie streeft naar verscheidenheid in literaire genres: proza, poëzie, essay, toneeltekst en column.

## Achtergrond
Het blad heeft verschillende schrijfwedstrijden uitgeschreven waarbij een onorthodoxe tekstsoort wordt geïntroduceerd. Voorbeelden hiervan zijn: de neplogwedstrijd (fictieve blog bijhouden, 2007), de espressofictiecontest (verhalen van slechts 60 woorden, 2010) en de liegbiowedstrijd (korte fictieve biografieën, 2011).
Ieder nummer van het tijdschrift heeft een centraal thema, en de presentatie van het nummer is gekoppeld aan dat thema. Tijdens de presentatie vinden er optredens plaats van muzikanten, kunstenaars, themadeskundigen en van enkele schrijvers die in het desbetreffende nummer staan.

## Geschiedenis
Op Ruwe Planken is in 2001 ontstaan uit de fusie van de twee literaire tijdschriften Letterlik en P.S., en is verbonden aan de Radboud Universiteit Nijmegen. Naast het tijdschrift heeft Op Ruwe Planken enkele nevenactiviteiten, zoals het verzorgen van workshops, het uitgeven van publicaties en het stimuleren van literaire producties.